# Sesan
Sesan (o Seisan) è un kata di karate, maggiormente noto nello stile del Gōjū-ryū, del Shorin-Ryu, del Shito-Ryu, dello Uechi-ryū e del Ryūei-ryū.

## Caratteristiche nello stile Gōjū-ryū
Sesan è il sedicesimo kata di karate dello stile Gōjū-ryū ed il sesto dei kata superiori (Kaishuu kata). Significa 13 mani, nome che probabilmente deriva da una traduzione dell'espressione cinese "shi san shi" che significa "le 13 energie". Secondo il Libro dei mutamenti (Yi jing), i fenomeni dell'universo si manifestano attraverso 13 energie. Il numero 13 rappresenta inoltre la fortuna e la prosperità.
È considerato il più antico tra tutti i kata di Okinawa. Esiste anche un'altra versione di Sesan praticato nella scuola Shōrin-ryū (scuola che diede vita al Shitō-ryū), ma quello della scuola Gōjū-ryū è più lungo e molto più complesso. Di solito viene eseguito per l'esame di cintura nera 4º dan, assieme al Shisochin.

## Tecniche del kata nello stile Gōjū-ryū
Il kata ricorre a tecniche di presa e controllo dell'avversario mentre si colpisce una parte debole del suo corpo. Sesan enfatizza il combattimento ravvicinato usando tecniche di pugno corte e di calci bassi che si aprono varchi nelle difese nemiche. Sesan è un kata molto impegnativo ed estremamente importante nel Goju-Ryu e richiede molte ore di studio.

## Origini del kata
Secondo il ricercatore Emanuel Giordano, le origini del kata sono da ricercare nella forma cinese 三戰十字 San Zhan Shizi, come dimostrato nell'articolo "Le origini di Seisan (Hangetsu)".